# Gehyra montium
Gehyra montium (центральна дтелла) — вид геконоподібних ящірок родини геконових (Gekkonidae). Ендемік Австралії.

## Поширення і екологія
Центральні дтелли поширені від північного заходу Північної Австралії і південного заходу Північної Території до регіону Пілбара у Західній Австралії. Вони живуть в кам'янистих місцевостях, серед валунів і в тріщинах серед скель.